# Proteus (bakteria)

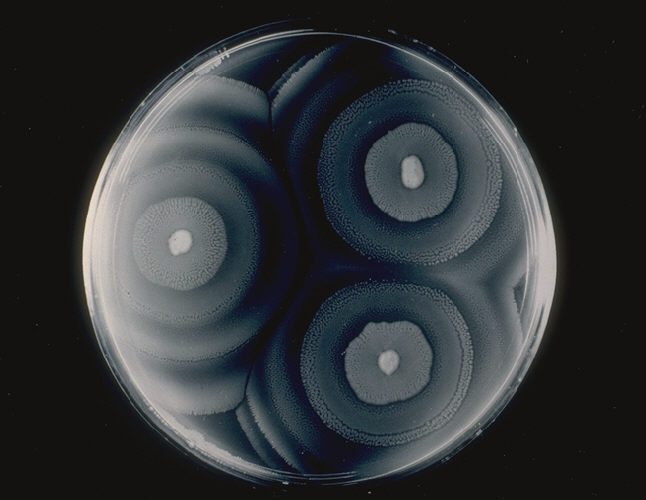
Bardzo charakterystyczny dla rodzaju Proteus wzrost mgławicowy (rozpełzły)

Proteus – urzęsiona, Gram ujemna bakteria. Występuje powszechnie w środowisku, u człowieka jest składnikiem bioty fizjologicznej układu pokarmowego. Najczęściej powoduje zakażenia układu moczowego.

## Czynniki wirulencji
Dzięki rzęskom bakteria może stosunkowo szybko się przemieszczać, co sprzyja szerzeniu się zakażenia. Wytwarza proteazy oraz ureazę, która odpowiada za podwyższenie pH moczu.

## Zakażenie
Bakteria może powodować zakażenia różnych miejsc, jednak najczęściej infekcja dotyczy układu moczowego. Czynnikiem sprzyjającym jest cewnikowanie, zwłaszcza przez dłuższy okres. Dzięki wytwarzaniu ureazy wydzielany jest amoniak, który podwyższa pH moczu, a co za tym idzie zmniejsza się rozpuszczalność soli wapnia, wskutek czego tworzą się warunki sprzyjające odkładaniu się kamieni nerkowych. Antybiotyki mają ograniczoną zdolność penetracji do tych miejsc, dlatego bardzo częste są nawroty zakażenia.
Należy do mikroflory jelitowej.
Przyczynia się do zakażeń towarzyszącym oparzeniom i odleżynom.
Bakteria może powodować również sepsę (zwłaszcza u osób z obniżoną odpornością) oraz zapalenie opon mózgowych.

## Gatunki
- Odmieniec pospolity, Proteus vulgaris
- Proteus mirabilis
- Proteus penneri
- Proteus myxofaciens
- Proteus genomospeciec 4, 5, 6 - genogatunki